# Campionati europei di nuoto 1966
L'XI edizione dei campionati europei di nuoto venne disputata dal 20 al 27 agosto 1966 ad Utrecht, nei Paesi Bassi, nell'impianto multisportivo Den Hommel che ospitarono la rassegna per la prima volta.

I padroni di casa non riuscirono a bissare il primato nel medagliere conquistato nell'edizione precedente, dovendo cedere allo strapotere dei sovietici (vincitori di 12 ori su 23).

## Medagliere
| Posizione | Paese            |    |    |    | Totale |
| --------- | ---------------- | -- | -- | -- | ------ |
| 1         | Unione Sovietica | 12 | 7  | 5  | 24     |
| 2         | Germania Est     | 4  | 6  | 5  | 15     |
| 3         | Paesi Bassi      | 3  | 1  | 1  | 5      |
| 4         | Francia          | 2  | 0  | 1  | 3      |
| 5         | Regno Unito      | 1  | 3  | 3  | 7      |
| 6         | Italia           | 1  | 0  | 1  | 2      |
| 7         | Svezia           | 0  | 2  | 2  | 4      |
| 8         | Ungheria         | 0  | 1  | 1  | 2      |
| 9         | Austria          | 0  | 1  | 0  | 1      |
| 9         | Germania Ovest   | 0  | 1  | 0  | 1      |
| 9         | Spagna           | 0  | 1  | 0  | 1      |
| 12        | Finlandia        | 0  | 0  | 1  | 1      |
| 12        | Jugoslavia       | 0  | 0  | 1  | 1      |
| 12        | Polonia          | 0  | 0  | 1  | 1      |
| 12        | Romania          | 0  | 0  | 1  | 1      |
| Totale    | Totale           | 23 | 23 | 23 | 69     |

## Nuoto

### Uomini
M = primato mondiale
| Evento               | Oro                                                                                  | Perform. | Argento                                                                         | Perform. | Bronzo                                                              | Perform. |
| Stile libero         |                                                                                      |          |                                                                                 |          |                                                                     |          |
| 100 m                | Robert McGregor                                                                      | 53"7     | Leonid Il'ičëv                                                                  | 54"3     | Udo Poser                                                           | 54"8     |
| 400 m                | Frank Wiegand                                                                        | 4'11"1 M | Semën Belic-Gejman                                                              | 4'13"2   | Alain Mosconi                                                       | 4'13"6   |
| 1500 m               | Semën Belic-Gejman                                                                   | 16'58"5  | Alan Kimber                                                                     | 17'13"2  | Aleksandr Pletnev                                                   | 17'17"9  |
| Dorso                |                                                                                      |          |                                                                                 |          |                                                                     |          |
| 200 m                | Jurij Hromak                                                                         | 2'12"9   | Jaime Monzó                                                                     | 2'15"7   | Joachim Rother                                                      | 2'16"7   |
| Rana                 |                                                                                      |          |                                                                                 |          |                                                                     |          |
| 200 m                | Heorhij Prokopenko                                                                   | 2'30"0   | Aleksandr Tutakaev                                                              | 2'30"3   | Egon Henninger                                                      | 2'30"5   |
| Delfino              |                                                                                      |          |                                                                                 |          |                                                                     |          |
| 200 m                | Valentin Kuz'min                                                                     | 2'10"2   | Horst-Günter Gregor                                                             | 2'10"6   | Anatolij Skavronskij                                                | 2'11"2   |
| Misti                |                                                                                      |          |                                                                                 |          |                                                                     |          |
| 400 m                | Frank Wiegand                                                                        | 4'47"9   | Andrej Dunaev                                                                   | 4'48"7   | Klaus Katzur                                                        | 4'55"7   |
| Staffette            |                                                                                      |          |                                                                                 |          |                                                                     |          |
| 4×100 m stile libero | Germania Est Frank Wiegand Udo Poser Horst Gregor Peter Sommer                       | 3'36"8   | Unione Sovietica Leonid Il'ičëv Viktor Mazanov Georgij Kulikov Vladimir Šuvalov | 3'37"5   | Svezia Lester Eriksson Göran Jansson Yngvar Eriksson Jan Lundin     | 3'39"0   |
| 4×200 m stile libero | Unione Sovietica Leonid Il'ičëv Semën Belic-Gejman Aleksandr Pletnev Evgenij Novikov | 8'00"2   | Germania Est Horst Gregor Alfred Müller Udo Poser Frank Wiegand                 | 8'01"6   | Svezia Lester Eriksson Olle Ferm Yngvar Eriksson Jan Lundin         | 8'04"3   |
| 4×100 m misti        | Unione Sovietica Viktor Mazanov Heorhij Prokopenko Valentin Kuz'min Leonid Il'ičëv   | 4'02"4   | Germania Est Jürgen Dietze Egon Henninger Horst Gregor Frank Wiegand            | 4'02"9   | Ungheria József Csikány Ferenc Lenkei Ákos Gulyás István Szentirmay | 4'05"9   |

### Donne
M = primato mondiale
| Evento               | Oro                                                                                  | Perform. | Argento                                                                                         | Perform. | Bronzo                                                                    | Perform. |
| Stile libero         |                                                                                      |          |                                                                                                 |          |                                                                           |          |
| 100 m                | Martina Grunert                                                                      | 1'01"2   | Judit Turóczy                                                                                   | 1'02"1   | Pauline Sillett                                                           | 1'02"5   |
| 400 m                | Claude Mandonnaud                                                                    | 4'48"2   | Ada Kok                                                                                         | 4'48"7   | Tamara Sosnova                                                            | 4'50"1   |
| Dorso                |                                                                                      |          |                                                                                                 |          |                                                                           |          |
| 100 m                | Christine Caron                                                                      | 1'08"1   | Linda Ludgrove                                                                                  | 1'08"9   | Cristina Balaban                                                          | 1'09"7   |
| Rana                 |                                                                                      |          |                                                                                                 |          |                                                                           |          |
| 200 m                | Galina Prozumenščikova                                                               | 2'40"8 M | Irina Pozdnjakova                                                                               | 2'41"9   | Jill Slattery                                                             | 2'47"9   |
| Delfino              |                                                                                      |          |                                                                                                 |          |                                                                           |          |
| 100 m                | Ada Kok                                                                              | 1'05"6   | Heike Hustede                                                                                   | 1'06"3   | Eila Pyrhönen                                                             | 1'07"8   |
| Misti                |                                                                                      |          |                                                                                                 |          |                                                                           |          |
| 400 m                | Betty Heukels                                                                        | 5'25"0   | Heidi Pechstein                                                                                 | 5'26"0   | Ljudmila Hazieva                                                          | 5'28"4   |
| Staffette            |                                                                                      |          |                                                                                                 |          |                                                                           |          |
| 4×100 m stile libero | Unione Sovietica Natal'ja Sipčenko Antonina Rudenko Natal'ja Ustinova Tamara Sosnova | 4'11"3   | Svezia Ingrid Gustavsson Ulla Jäfvert Ann Lilja Ann Hagberg                                     | 4'12"2   | Paesi Bassi Catharina Beumer Mirjam van Hemert Bep Weeteling Lydia Schaap | 4'12"8   |
| 4×100 m misti        | Paesi Bassi Cobie Sikkens Gretta Kok Ada Kok Catharina Baumer                        | 4'36"4   | Unione Sovietica Natal'ja Michajlova Galina Prozumenščikova Tetjana Dev"jatova Antonina Rudenko | 4'38"2   | Regno Unito Linda Ludgrove Diana Harris Mary Cotterill Pauline Sillett    | 4'38"4   |

## Tuffi

### Uomini
| Evento          | Oro             | Perform. | Argento        | Perform. | Bronzo           | Perform. |
| Trampolino 3m   | Michail Safonov | 155.27   | Tord Andersson | 146.30   | Giorgio Cagnotto | 146.21   |
| Piattaforma 10m | Klaus Dibiasi   | 162.92   | Brian Phelps   | 152.01   | Jerzy Kowalewski | 143.13   |

### Donne
| Evento          | Oro                | Perform. | Argento           | Perform. | Bronzo          | Perform. |
| Trampolino 3m   | Vera Baklanova     | 136.59   | Delia Reinhard    | 136.05   | Tamara Fedosova | 133.23   |
| Piattaforma 10m | Natal'ja Kuznecova | 100.93   | Ingeborg Pertamyr | 94.52    | Gabriele Schöpe | 91.22    |

## Pallanuoto
| Evento          | Oro              | Argento      | Bronzo     |
| Torneo maschile | Unione Sovietica | Germania Est | Jugoslavia |

## Trofeo dei campionati
- Coppa Europa (maschile)

| Posizione | Paese            | Punti |
| 1         | Unione Sovietica | 212   |
| 2         | Germania Est     | 132   |
| 3         | Regno Unito      | 40    |
| 4         | Germania Ovest   | 35    |
| 5         | Svezia           | 31    |
| 6         | Italia           | 27    |
| 7         | Francia          | 19    |
| 8         | Ungheria         | 16    |
| 9         | Spagna           | 11    |
| 10        | Jugoslavia       | 10    |
| 11        | Polonia          | 6     |
| 12        | Romania          | 3     |
| 13        | Paesi Bassi      | 2     |

- Coppa Bredius (femminile)

| Posizione | Paese            | Punti |
| 1         | Unione Sovietica | 112   |
| 2         | Paesi Bassi      | 73    |
| 3         | Germania Est     | 57    |
| 4         | Regno Unito      | 41    |
| 5         | Francia          | 29    |
| 6         | Svezia           | 26    |
| 5         | Germania Ovest   | 10    |
| 7         | Finlandia        | 9     |
| 7         | Austria          | 9     |
| 9         | Ungheria         | 8     |
| 10        | Romania          | 5     |
| 11        | Cecoslovacchia   | 3     |
| 12        | Italia           | 2     |